# Adriana Vera
Adriana Vera es una actriz de televisión colombiana, reconocida por su participación en las series Vuelo secreto y La baby sister.

## Carrera
Vera inició su carrera en la televisión colombiana interpretando a Pilar Rojas en la serie de televisión cómica Vuelo secreto en 1992. El éxito de la serie impulsó su carrera, llevándola a aparecer en la telenovela La potra zaina en el papel de Elda "La mariposa". En 1993 apareció también en la serie juvenil De pies a cabeza. En 1995 integró el elenco de la telenovela María Bonita, protagonizada por Adela Noriega y Fernando Allende. En dicha producción interpretó el papel de Evita Santos. Tres años después apareció en la telenovela Carolina Barrantes en el papel de Myriam. Inició la década del 2000 interpretando el papel de la doctora Luisa en la telenovela La baby sister, compartiendo elenco con actores como Víctor Mallarino, Paola Rey y Marcela Gallego. A partir de entonces su presencia en la televisión colombiana empezó a hacerse escasa, al decidir dedicarse a su vida familiar.

## Filmografía seleccionada
- 1992 - Vuelo secreto
- 1993 - La potra zaina
- 1993 - De pies a cabeza
- 1994 - Mambo
- 1995 - María bonita
- 1998 - Carolina Barrantes
- 2000 - La baby sister